# Lepus coreanus
Lepus coreanus (Заєць корейський) — вид ссавців ряду Зайцеподібні.

## Поширення
Країни проживання: Китай (Цзілінь), Корейська Народно-Демократична Республіка, Республіка Корея. Займає різні місця проживання від рівнин в гори, де в основному віддає перевагу чагарниковим ділянкам з рослинним покривом. 

## Поведінка
Як і всі зайці, їсть в основному трави.

## Морфологічні ознаки
Дорослий корейський заєць важить 2,1-2,6 кг, має довжину тіла 45-54 сантиметрів, хвіст, як правило, 2-5 см в довжину і вуха 7.6-8.3 см завдовжки. Хутро від світло- до червонувато-коричневого кольору з чорними клаптями, черево яскравіше. 